# La Porteuse de pain (película de 1923)
La Porteuse de pain («La vendedora de pan» en francés) es una película dramática muda francesa de 1923 dirigida por René Le Somptier y protagonizada por Suzanne Desprès, Gabriel Signoret y Geneviève Félix. Está basada en la novela del mismo título de Xavier de Montépin.

## Reparto
- Suzanne Desprès como Jeanne Fortier.
- Gabriel Signoret como Ovide Soliveau
- Geneviève Félix como Lucie Fortier.
- Germaine Rouer como Mary Hartman.
- Henri Baudin como Jacques Garraud.
- Jacques Guilhène como Lucien Labroue.
- René Koval como Cri-Cri.
- Ernest Maupain como Padre Laugier.
- Jacques Faure como Etienne Castel.
- Pierre Almette como Georges Darrier.
- Lucien Bataille
- Sylviane de Castillo como Doncella del sacerdote.
- Charles Dechamps
- Louis Kerly como Tête de Buis.
- Peggy Vère